# Immaterieller Vermögensgegenstand
Ein immaterieller Vermögensgegenstand (englisch intangible asset) ist im Rechnungswesen ein nicht-physischer Vermögensgegenstand, der bei der Bilanzierung in der Bilanz auf deren Aktivseite erfasst werden kann. Pendant sind die materiellen, also körperlichen Gegenstände des Sachanlagevermögens.

## Allgemeines
Das gesamte Anlagevermögen einer Bilanz setzt sich aus Sachanlagen, immateriellen Vermögensgegenständen und Finanzanlagen zusammen. Um die Sachanlagen von den übrigen Vermögensgegenständen begrifflich zu unterscheiden, entschied sich das deutsche Bilanzrecht für den Begriff der nicht-materiellen oder immateriellen Gegenstände. Letztere wurden schon immer als ein sehr schwieriger und nicht konkret greifbarer Posten der Bilanzierung angesehen. Im angelsächsischen Sprachraum werden sie deshalb „nicht greifbare Vermögenswerte“ (englisch intangible assets) genannt. Bereits im Jahre 1979 bezeichnete Adolf Moxter die immateriellen Anlagenwerte als „ewige Sorgenkinder des Bilanzrechts“.

## Arten
Zu den immateriellen Gegenständen gehören insbesondere Firmenwerte, Patente und ähnliche Schutzrechte, Gebrauchsmuster, Geschmacksmuster, Warenzeichen, Rezepturen, Konzessionen, Lizenzen, Marken, Drucktitel, Verlagsrechte, Software, Kundenlisten oder vergleichbare Werte. Auch angefallene Aufwendungen können unter bestimmten Voraussetzungen bilanzrechtlich das Kriterium eines Vermögensgegenstandes erfüllen. Dabei ist bilanzrechtlich zu unterscheiden, ob diese Werte durch das bilanzierende Unternehmen selbst geschaffen (originär) oder entgeltlich von Dritten erworben wurden. Zur Abgrenzung, was laut HGB als selbst erstellter oder entgeltlich erworbener Vermögensgegenstand gilt, ist das Tragen der Herstellungs-Risiken maßgeblich.
Bei der Spielerlaubnis im Profifußball handelt es sich um ein konzessionsähnliches Recht und folglich um einen immateriellen Vermögensgegenstand, so dass die Bilanzposition „Spielerwerte“ eine Aktivierungspflicht der Ablösesumme an andere Fußballklubs als Anschaffungskosten erfordert, die linear über die gesamte Vertragslaufzeit abzuschreiben sind.

## Aktivierung
Ausgehend vom Vollständigkeitsgebot hat der Jahresabschluss eines Unternehmens sämtliche Vermögensgegenstände zu enthalten, soweit gesetzlich nichts anderes bestimmt ist (§ 246 Abs. 1 HGB). Zwecks Einheitlichkeit, Bilanzklarheit, Bilanzwahrheit und Bilanzkontinuität verlangt § 266 Abs. 2 HGB eine Unterteilung des Anlagevermögens in immaterielle Vermögensgegenstände (englisch intangible assets), Sachanlagen (englisch tangible assets) und Finanzanlagen (englisch financial assets).

### Aktivierungsverbot
Nicht aktiviert werden dürfen originäre Firmenwerte, selbst geschaffene Marken, Drucktitel, Verlagsrechte, Kundenlisten oder vergleichbare immaterielle Vermögenswerte (§ 248 Abs. 2 Satz 2 HGB). Nicht aktiviert werden dürfen ferner Aufwendungen für
- die Gründung eines Unternehmens (§ 248 Abs. 1 Nr. 1 HGB);
- die Beschaffung des Eigenkapitals (§ 248 Abs. 1 Nr. 2 HGB);
- den Abschluss von Versicherungsverträgen (§ 248 Abs. 1 Nr. 3 HGB);
- Forschung und Vertrieb (§ 255 Abs. 2 Satz 4 HGB) und
- eigene Aktien (§ 272 Abs. 1a HGB).

Das handelsrechtliche Aktivierungsverbot gilt auch für die Steuerbilanz (Maßgeblichkeitsprinzip).

### Aktivierungswahlrecht
In folgenden Fällen darf eine Aktivierung erfolgen, sie muss aber nicht vorgenommen werden:
- Selbst geschaffene immaterielle Vermögensgegenstände des Anlagevermögens können als Aktivposten in die Bilanz aufgenommen werden (§ 248 Abs. 2 Satz 1 HGB).
- Geringwertige Wirtschaftsgüter müssen zwar in der Anlagenbuchhaltung gesondert geführt werden, müssen aber nicht in der Bilanz ausgewiesen werden, sondern können im Jahr der Anschaffung vollständig abgeschrieben werden (§ 6 Abs. 2 EStG). Handelsrechtlich existiert keine spezielle Regelung zu geringwertigen Wirtschaftsgütern. Nach dem Grundsatz der Wesentlichkeit ist die Aktivierung geringwertiger Wirtschaftsgüter jedoch auch handelsrechtlich nicht erforderlich. Die steuerliche Bildung und Abschreibung eines Sammelpostens für geringwertige Wirtschaftsgüter (§ 6 Abs. 2a EStG) ist nach Auffassung des IDW[4] auch im handelsrechtlichen Jahresabschluss grundsätzlich möglich. Die steuerrechtlich gebotene Sofortabschreibung von Wirtschaftsgütern mit einer Nutzungsdauer von nicht mehr als einem Jahr ist handelsrechtlich ein Wahlrecht.[5]
- Entwicklungskosten dürfen nach § 255 Abs. 2a HGB aktiviert werden.
- Bilanzierungshilfe für aktive latente Steuern (§ 274 Abs. 1 HGB) oder Disagio (§ 250 Abs. 3 HGB)

In der Steuerbilanz werden selbst geschaffene immaterielle Vermögensgegenstände nicht als Wirtschaftsgut anerkannt, so dass das Maßgeblichkeitsprinzip wegen § 5 Abs. 2 EStG nicht wirkt.

### Aktivierungspflicht
Entgeltlich erworbene immaterielle Vermögensgegenstände des Anlagevermögens müssen stets aktiviert werden. Voraussetzung ist einerseits die Erfüllung der Vermögensgegenstandseigenschaft, die im Regelfall durch eine selbständige Verkehrsfähigkeit („Einzelverwertbarkeit“) gegeben ist, und andererseits, dass kein Ausschlussgrund aus § 248 HGB vorliegt.

## Bewertung
Das BilMoG vom September 2009 hat die Ungleichbehandlung zwischen materiellem und immateriellem Anlagevermögen abgeschafft. Denn bis 2009 mussten originäre materielle Anlagewerte bilanziert werden, während originäre immaterielle Anlagewerte nicht bilanziert werden durften. Für aktivierte immaterielle Vermögensgegenstände gilt die zentrale Bewertungsvorschrift des § 253 Abs. 1 Satz 1 HGB, so dass die Anschaffungskosten bei entgeltlich erworbenen Gegenständen oder die Herstellungskosten bei aktivierten Entwicklungskosten anzusetzen sind. Kann die Nutzungsdauer eines selbst geschaffenen immateriellen Vermögensgegenstandes des Anlagevermögens ausnahmsweise nicht verlässlich geschätzt werden, so sind nach § 253 Abs. 3 Satz 3 HGB die planmäßigen Abschreibungen über 10 Jahre zu verteilen; das gilt auch für den Firmenwert (§ 253 Abs. 3 Satz 4 HGB). Bei voraussichtlich dauernder Wertminderung sind außerplanmäßige Abschreibungen vorzunehmen.

## Bilanzierung
Nach § 266 Abs. 2 Ziffer A I HGB gibt es für immaterielle Vermögensgegenstände im Anlagevermögen eine eigenständige Bilanzposition, die aufgeteilt ist in „selbst geschaffene gewerbliche Schutzrechte und ähnliche Rechte und Werte“, „entgeltlich erworbene Konzessionen, gewerbliche Schutzrechte und ähnliche Rechte und Werte sowie Lizenzen an solchen Rechten und Werten“, „Geschäfts- oder Firmenwert“ und „geleistete Anzahlungen“. Letztere beinhalten Anzahlungen auf die genannten, entgeltlich erworbenen immateriellen Vermögensgegenstände.

## International
Das BilMoG hat im Bereich der immateriellen Vermögensgegenstände für eine weitgehende Anpassung des deutschen Bilanzrechts an die internationalen Rechnungslegungsstandards gesorgt. Intangible assets sind alle identifizierbaren, nicht monetären und nicht körperlichen Vermögenswerte. Ihre Bilanzierung ist im IAS 38 geregelt. Neben dem Kriterium der Identifizierbarkeit ist zu prüfen, ob die Werte unter der Kontrolle des bilanzierenden Unternehmens stehen, ob ein zukünftiger wirtschaftlicher Nutzen zu erwarten ist und ob die Anschaffungs- oder Herstellungskosten zuverlässig ermittelt werden können. Nach IAS 38.48 besteht ein Bilanzierungsverbot für den selbst geschaffenen Geschäfts- oder Firmenwert, während IAS 38.63 ein Bilanzierungsverbot für selbst geschaffene Markennamen, Drucktitel, Verlagsrechte, Kundenlisten und ähnliche Posten ausspricht. Für derartige Gegenstände gibt es aufgrund ihrer Einzigartigkeit keinen aktiven Markt (IAS 38.78). Während Forschungskosten nicht aktiviert werden dürfen (IAS 38.54), sind Entwicklungskosten nach IAS 38.57 zwingend zu aktivieren, wenn die in dieser Regel aufgezählten Voraussetzungen erfüllt sind. Für die Folgebewertung schreibt IAS 38.74 entweder die Anschaffungskosten- oder die Neubewertungsmethode vor. Die Nutzung der Neubewertungsmethode setzt jedoch voraus, dass ein aktiver Markt für diese Vermögenswerte vorhanden sein muss (IAS 38.75, 38.81), was in der Praxis selten der Fall ist.